# Herbert Steffny
Herbert Steffny (Tréveris, República Federal Alemana, 5 de septiembre de 1953) es un atleta alemán retirado especializado en la prueba de maratón, en la que ha conseguido ser medallista de bronce europeo en 1986.

## Carrera deportiva
En el Campeonato Europeo de Atletismo de 1986 ganó la medalla de bronce en la carrera de maratón, corriendo los 42,195 km en un tiempo de 2:11:30 segundos, llegando a meta tras los atletas italianos Gelindo Bordin y Orlando Pizzolato (plata).
En 1985 y 1989 ganó la maratón de Frankfurt, Alemania, en el primer caso con un tiempo de 2:12.12 segundos, y en el segundo, de 2:13.51 segundos.